# Escudo de la Ciudad de Baeza
El escudo de armas de la ciudad de Baeza (Jaén, España) es uno de los símbolos representativos de este municipio. La impronta más antigua conservada se halla en un sello céreo del año 1282 preservado en el Archivo Histórico Nacional.

## Blasonamiento de la versión en uso
En campo de gules, un castillo con dos torres de oro, almenado, aclarado de azur y mazonado de sable, en cuya puerta y en cada una de sus hojas, figura una llave de plata, puesta en palo. El castillo está surmontado por un aspa o sotuer de oro, y este a su vez, por una cruz patriarcal de plata.

## Los símbolos: origen y significado
El escudo así blasonado corresponde con las armas que generalmente usa el municipio al menos desde la década de los ochenta del siglo xx, e incluye un intercambio en las posiciones de las cruces con respecto a la principal de sus versiones tradicionales; un error basado en el desconocimiento de la significación de los muebles de estas armas, que constituyen en realidad dos símbolos distintos puestos en relación:
- El primero es la puerta del alcázar flanqueada de torres y surmontada de cruz patriarcal o visión milagrosa que, según la leyenda, tuvo la guarnición dejada en Baeza por Fernando III, cuando ya de regreso a Castilla dirigieron una última mirada a la ciudad sitiada, cuya defensa se veían obligados a abandonar en secreto.[4]
- El segundo símbolo lo constituye el sotuer o cruz de San Andrés apóstol, en cuya festividad (30 de noviembre) del año 1227 se dice que tuvo lugar el milagro referido más arriba, incitando el retorno de los castellanos y con él el paso definitivo de la ciudad a la Corona de Castilla.

De aquí tanto el patronazgo del apóstol sobre la ciudad, como la presencia de las llaves cargadas sobre las hojas de la puerta; pues la visión milagrosa de la cruz patriarcal flotando sobre el alcázar supuso para los castellanos la «clave» que aseguró la posesión del mismo.

## Las versiones tradicionales
Las versiones tradicionales del escudo, observables en toda la heráldica monumental de la ciudad, al contrario de la actual yuxtaponen ambos símbolos sin mezclarlos:
- La versión más antigua usa la cruz del santo patrón en posición de timbre,[5] y por tanto surmontando al conjunto del escudo.
- A partir del siglo xvi, la versión anterior alterna con otra que carga «puerta del alcázar y cruz patriarcal» sobre la cruz de San Andrés[6] —un modelo más reciente de esta misma versión se conforma con cargar solo la cruz patriarcal sobre el sotuer—.

Una tercera versión, escasamente utilizada y completamente ausente de la heráldica monumental, dispone el símbolo de San Andrés a modo de bordura de oro cargada de doce sotueres de gules: modelo en el que se inspira el escudo de la Academia de Guardias y Suboficiales de Baeza.
En cualquier caso, en todas estas versiones cada uno de los dos símbolos mantiene su integridad mientras dialoga con el otro, constituyendo así una inteligible expresión heráldica de la «historia» con la que se identificó la ciudad para acuñar su armas.
La inscripción Nido Real de Gavilanes del blasón de Baeza hace referencia a la toma de Baeza a los sarracenos por el rey Fernando III en el S.XIIIː

Entre dos puertas doradas
Vide la Cruz milagrosa
Con dos llaves argentadas
Y las puertas zafiradas
Sobre sangre generosa;
Soy Baeza la nombrada,
Nido real de gavilanes;
Tiñen en sangre la espada
De los moros de Granada
Mis valientes capitanes.
Blasones de Andalucía, autor Pedro de Gracia Dei